# Dreamer (låt av Europe)
"Dreamer" är en powerballad av gruppen Europe och singel från skivan Wings of Tomorrow. Singeln släpptes bara i Japan 1984.
Låten är skriven av Joey Tempest.

## Musiker
- Joey Tempest - sång
- John Norum - gitarr
- John Levén - bas
- Tony Reno - trummor